# Jeypur
Jeypur (Jeypore, Jaypur) är en stad i den indiska delstaten Odisha, och tillhör distriktet Koraput. Folkmängden uppgick till 84 830 invånare vid folkräkningen 2011.